# Mistrzostwa Europy w Lekkoatletyce 2010 – bieg na 1500 m mężczyzn
Bieg na 1500 m mężczyzn – jedna z konkurencji rozegranych podczas lekkoatletycznych mistrzostw Europy na Estadi Olímpic Lluís Companys w Barcelonie.
W konkurencji rywalizuje jeden reprezentant Polski Mateusz Demczyszak.

## Terminarz
| Data     | Godzina |            |
| -------- | ------- | ---------- |
| 28 lipca | 20:40   | Eliminacje |
| 30 lipca | 22:00   | Finał      |

## Rezultaty
| WR - rekord świata \| CR - rekord mistrzostw \| NR - rekord kraju \| AR - rekord kontynentu                    |
| SB - najlepszy wynik w sezonie \| WL - najlepszy tegoroczny wynik na listach światowych \| PB - rekord życiowy |

### Eliminacje
Do rywalizacji przystąpiło 27 zawodników. Rozegrano dwa biegi eliminacyjne. Awans do finału bezpośrednio wywalczyła pierwsza czwórka z każdego biegu (Q). Grono biegaczy, którzy awansowali do kolejnej rundy uzupełniła czwórka z najlepszymi rezultatami wśród przegranych (q).
| Poz. | Bieg | Zawodnik             | Reprezentacja   | Rezultat | Uwagi |
| ---- | ---- | -------------------- | --------------- | -------- | ----- |
| 1    | 2    | Reyes Estévez        | Hiszpania       | 3:40.86  | Q     |
| 2    | 2    | Arturo Casado        | Hiszpania       | 3:40.98  | Q     |
| 3    | 1    | Andy Baddeley        | Wielka Brytania | 3:41.46  | Q     |
| 4    | 1    | Manuel Olmedo        | Hiszpania       | 3:41.47  | Q     |
| 5    | 1    | Carsten Schlangen    | Niemcy          | 3:41.65  | Q     |
| 6    | 2    | Tom Lancashire       | Wielka Brytania | 3:41.68  | Q     |
| 7    | 1    | Colin McCourt        | Wielka Brytania | 3:41.77  | Q     |
| 8    | 1    | Christian Obrist     | Włochy          | 3:42.02  | q     |
| 9    | 1    | Yoann Kowal          | Francja         | 3:42.06  | q     |
| 10   | 2    | Mateusz Demczyszak   | Polska          | 3:42.15  | Q     |
| 11   | 2    | Andreas Vojta        | Austria         | 3:42.16  | q     |
| 12   | 1    | Goran Nava           | Serbia          | 3:42.40  | q     |
| 13   | 2    | Henrik Ingebrigtsen  | Norwegia        | 3:42.62  |       |
| 14   | 2    | Kristof Van Malderen | Belgia          | 3:42.80  |       |
| 15   | 2    | Niclas Sandells      | Finlandia       | 3:42.82  |       |
| 16   | 1    | Kim Ruell            | Belgia          | 3:42.94  |       |
| 17   | 1    | Morten Toft Munkholm | Dania           | 3:43.05  |       |
| 18   | 2    | Thomas Chamney       | Irlandia        | 3:43.60  |       |
| 19   | 2    | Mikael Bergdahl      | Finlandia       | 3:43.90  |       |
| 20   | 1    | Rory Chesser         | Irlandia        | 3:44.01  |       |
| 21   | 1    | Rizak Dirshe         | Szwecja         | 3:44.40  |       |
| 22   | 1    | Jonas Hamm           | Finlandia       | 3:44.98  |       |
| 23   | 1    | Morten Velde         | Norwegia        | 3:45.20  |       |
| 24   | 2    | Dmitrijs Jurkevics   | Łotwa           | 3:45.21  |       |
| 25   | 2    | Moritz Waldmann      | Niemcy          | 3:48.60  |       |
| 26   | 2    | Péter Szemeti        | Węgry           | 3:52.14  |       |
| 27   | 2    | Niels Verwer         | Holandia        | 3:52.67  |       |

### Finał
| Poz. | Tor | Zawodnik           | Reprezentacja   | Czas    | Uwagi |
| ---- | --- | ------------------ | --------------- | ------- | ----- |
|      | 9   | Arturo Casado      | Hiszpania       | 3:42.74 |       |
|      | 7   | Carsten Schlangen  | Niemcy          | 3:43.52 |       |
|      | 6   | Manuel Olmedo      | Hiszpania       | 3:43.54 |       |
| 4    | 11  | Reyes Estévez      | Hiszpania       | 3:43.67 |       |
| 5    | 10  | Yoann Kowal        | Francja         | 3:43.71 |       |
| 6    | 2   | Andy Baddeley      | Wielka Brytania | 3:43.87 |       |
| 7    | 1   | Christian Obrist   | Włochy          | 3:43.91 |       |
| 8    | 8   | Mateusz Demczyszak | Polska          | 3:44.42 |       |
| 9    | 12  | Colin McCourt      | Wielka Brytania | 3:44.78 |       |
| 10   | 5   | Tom Lancashire     | Wielka Brytania | 3:44.92 |       |
| 11   | 4   | Andreas Vojta      | Austria         | 3:45.68 |       |
| 12   | 3   | Goran Nava         | Serbia          | 3:45.77 |       |